# 与話情浮名横櫛
『与話情浮名横櫛』（よわなさけうきなのよこぐし）とは、歌舞伎の演目のひとつ。嘉永6年（1853年）5月、江戸中村座にて初演。九幕十八場。三代目瀬川如皐作。通称『切られ与三』（きられよさ）、『お富与三郎』（おとみよさぶろう）、『源氏店』（げんやだな）など。世話物の名作のひとつに数えられる。

## あらすじ

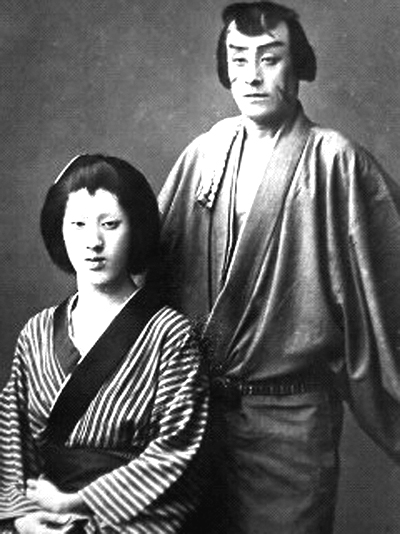
『与話情浮名横櫛』 「源氏店妾宅の場」の五代目尾上榮三郎のお富と五代目尾上菊五郎の与三郎。明治25年（1892年）9月、東京歌舞伎座。

江戸の大店伊豆屋の若旦那（養子）の与三郎は故あって身を持ち崩し、木更津の親類に預けられていた。春の潮干狩りの時期、木更津の浜をぶらついていた与三郎はお富とすれ違い、互いに一目惚れしてしまう（序幕・木更津浜辺の場）。
ところがお富は、地元の親分・赤間源左衛門の妾だった。その情事は露見し与三郎は源左衛門とその手下にめった斬りにされるが、源左衛門はこの与三郎をゆすりの種にしようと、簀巻きにして木更津の親類のもとへ担ぎ込もうとする。いっぽうその場を逃げ出したお富は源左衛門の子分の海松杭（みるくい）の松に追われ入水するが、木更津沖を船でたまたま通りかかった和泉屋の大番頭多左衛門に助けられる（二幕目・赤間別荘の場、木更津浜辺の場）。
そしてそれから三年。与三郎はどうにか命を取り留めたものの家を勘当されて無頼漢となり、三十四箇所の刀傷の痕を売りものにする「向疵の与三」として悪名を馳せ、お富は多左衛門の妾となっていた。
或る日のこと。与三郎はごろつき仲間の蝙蝠安に連れられて、金をねだりに或る妾の家を訪れた。ところがそこに住む女の顔をよく見れば、なんとそれは三年前に別れたきりのお富である。片時もお富を忘れることのできなかった与三郎は、お富を見て驚くと同時に、またしても誰かの囲いものになったかと思うとなんとも肚が収まらない（ここで恨みと恋路を並べ立てる「イヤサこれお富、ひさしぶりだなア…」の名科白がある）。やがて多左衛門が来て、そのとりなしで与三郎と安は金をもらって引き上げる。
お富は、多左衛門には与三郎を兄だと言い繕ったのだったが、じつは多左衛門こそがお富の実の兄であり、多左衛門は全てを承知の上で二人の仲をとりもとうとしていたのである。このあと多左衛門はお店からの呼び出しを受けて再び出掛け、和泉屋の番頭籐八がお富を手篭めにしようとするのを与三郎が助けるが、籐八が海松杭の松の兄であったことから源左衛門一味の悪事を知り、復讐を誓う。また刀傷を治す妙薬を知るなどのくだりがあって、与三郎が「命がありゃあ話せるなァ」とお富を引寄せるところで幕となる（三幕目・源氏店妾宅の場）。
その後の幕は和泉屋での与三郎の強請り、野陣ヶ原での与三郎の捕縛、続いて『嶋廻色為朝』（しまめぐりいろのためとも）という常磐津の所作事があり、女護が島に辿りついた源為朝と島の女たちとの色模様を見せるが、それは遠島になって島抜けをする途中の与三郎の見た夢であった。そして島を抜けた与三郎が下男忠助のはからいで、父親の伊豆屋喜兵衛にそれとなく会う情感豊かな「元山町伊豆屋の場」、平塚の土手で与三郎が源左衛門と再会する世話だんまりのあと、大詰は旧知の観音久次の自己犠牲で与三郎の傷痕が消える「観音久次内の場」となる。

## 解説

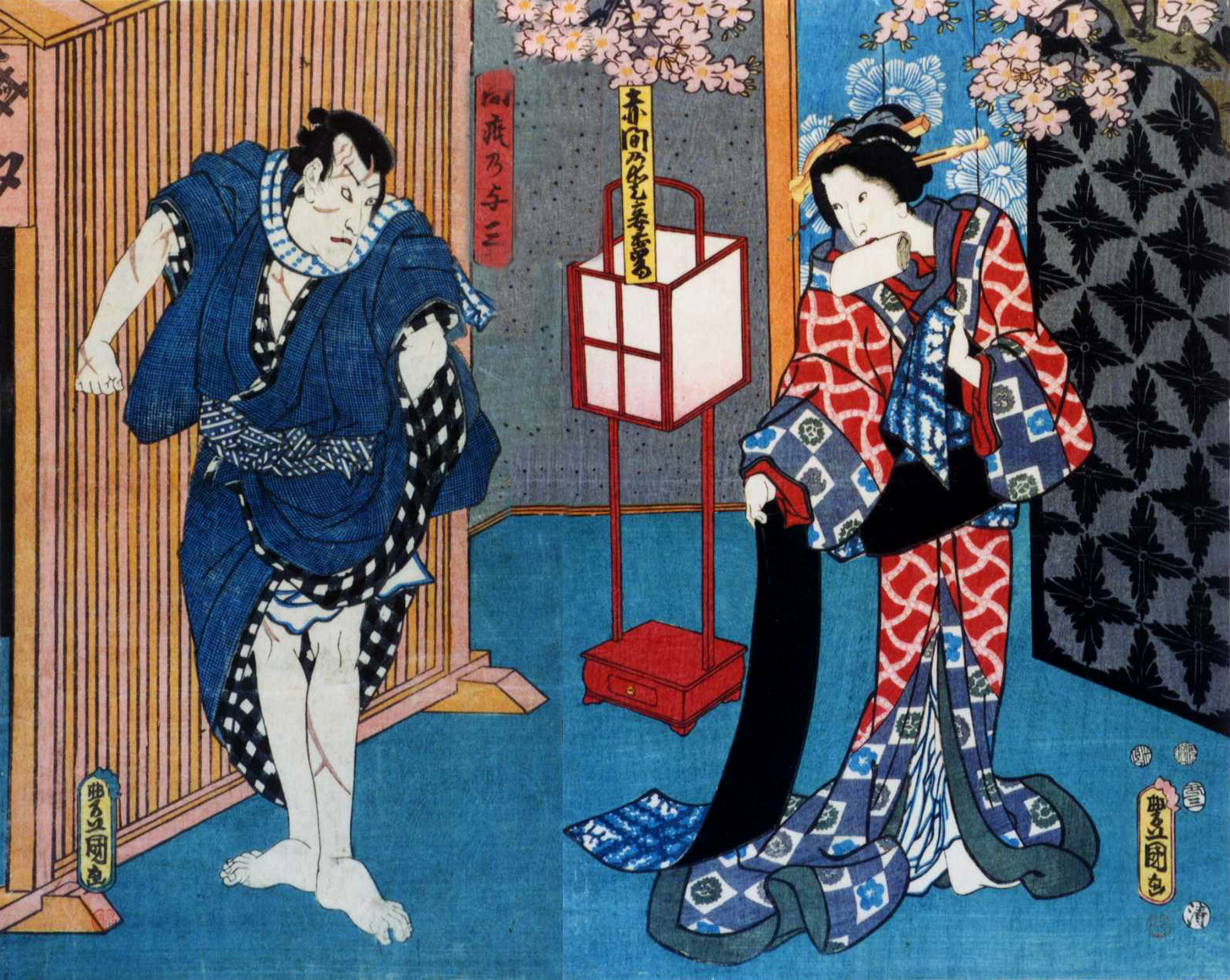
『与話情浮名横櫛』 初演時に製作された役者絵。左は八代目市川團十郎の向疵の与三、右は四代目尾上梅幸の源左衛門の愛妾・お富。三代目歌川豊国画。

長唄の四代目芳村伊三郎が木更津で若い頃に体験した実話をもとに書かれたもので、千葉県東金市の最福寺には、主人公の与三郎のモデルとなった「中村大吉」のお墓がある。それが一立斎文車（乾坤坊良斎）などの講談となり、さらにそれを三代目瀬川如皐の脚本で舞台化したものである。当初は嘉永6年3月、『花覣寎初役』（はなとみますやよいのはつやく）という鏡山物の二番目に『与話情浮名の横ぐし』の外題で出された世話物だった。ところがいざ幕を開けてみるとこの一番目の鏡山物が不評、二番目の『与話情浮名の横ぐし』が好評だったので、のちに5月になって『与話情浮名の横ぐし』に大幅な増補を行い、『与話情浮名横櫛』と外題も改め一日がかりの芝居にしたところ大当たりとなった。しかしこのときも番付には「全部十二冊」（十二幕）または「十六冊」と書かれてはいたものの、実際に上演されたのは八幕十三場であった。台本としては九幕十八場が伝わっている。
本作の成功は八代目市川團十郎の与三郎に拠るところが大きかった。生来のお坊ちゃんが色恋沙汰で与太者に転落し、いきがり突っ張ってみても、どこか甘さとひ弱さが同居する。そんな役柄の与三郎に、八代目はニンがぴったりと合った。如皐の狙いもそこにあったとみられる。その為、江戸での初演は大成功を収め、翌年には八代目によって名古屋の若宮の芝居や大坂中座でも上演されたが中座での初日の朝に八代目は謎の自殺してしまい、急遽実弟の市川猿蔵が演じる事となった。八代目の死後この演目は幕末から明治にかけて、八代目の実弟である九代目團十郎や五代目尾上菊五郎によって継承され演じられた。
團十郎と菊五郎の死後、この演目は十五代目市村羽左衛門の与三郎、六代目尾上梅幸のお富、四代目尾上松助の蝙蝠安で「源氏店」が上演されると、これが大評判となった。十五代目羽左衛門のニンも与三郎にぴったり合ったのである。以後「源氏店」は大正から昭和のはじめまで繰り返し上演されるようになり、歌舞伎を代表する演目の一つとして定着した。

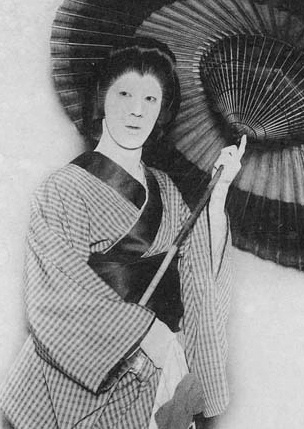
「源氏店妾宅」 六代目尾上梅幸のお富。湯屋からの帰りの様子。

戦後は十一代目市川團十郎の与三郎と七代目尾上梅幸もしくは六代目中村歌右衛門のお富、十五代目片岡仁左衛門の与三郎と五代目坂東玉三郎のお富、というように、その時々の美形の組み合わせで上演されるのが特色となっている。ただし序幕の「木更津浜辺の場」と三幕目「源氏店妾宅の場」だけが演じられるのがふつうで、「源氏店」においても現在は和泉屋に行こうとする多左衛門がお富に実の兄だと明かすところで幕となる。本来の内容では多左衛門は兄だと明かさずに出かけて行き、そのあと妾宅の様子をうかがって隠れていた与三郎が、ふたたびお富の前に現われて以降のくだりは、上演時間の都合もあってほとんど出されることがない。

## 主な初演時の配役
※三幕目までのもの。
- 与三郎…八代目市川團十郎
- お富…四代目尾上梅幸
- 赤間源左衛門、和泉屋多左衛門（二役）…三代目關三十郎
- 蝙蝠安…初代中村鶴蔵
- 海松杭の松、番頭藤八（二役）…中山市蔵

## 名科白
三幕目、源氏店妾宅の場より与三郎の名科白。
与三郎：え、御新造（ごしんぞ）さんぇ、おかみさんぇ、お富さんぇ、
いやさ、これ、お富、久しぶりだなぁ。
お富：そういうお前は。
与三郎：与三郎だ。
お富：えぇっ。
与三郎：お主（ぬし）ゃぁ、おれを見忘れたか。
お富：えええ。
与三郎：しがねぇ恋の情けが仇（あだ）
命の綱の切れたのを
どう取り留めてか　木更津から
めぐる月日も三年（みとせ）越し
江戸の親にやぁ勘当うけ
拠所（よんどころ）なく鎌倉の
谷七郷（やつしちごう）は喰い詰めても
面（つら）に受けたる看板の
疵（きず）が勿怪（もっけ）の幸いに
切られ与三（よそう）と異名を取り
押借（おしが）り強請（ゆす）りも習おうより
慣れた時代（じでえ）の源氏店（げんやだな）
その白化（しらば）けか黒塀（くろべぇ）に
格子造りの囲いもの
死んだと思ったお富たぁ
お釈迦さまでも気がつくめぇ
よくまぁお主（ぬし）ゃぁ　達者でいたなぁ
安やいこれじゃぁ一分（いちぶ）じゃぁ
帰（けぇ）られめぇじゃねぇか。

## 派生作品
- 『八幡祭小望月賑』（はちまんまつりよみやのにぎわい）通称「縮屋新助」

本作の後日譚として、二代目河竹新七（黙阿弥）が四代目市川小團次のために書いたもの。江戸に出てきた源左衛門がお富に瓜ふたつの芸者・おりよに横恋慕したことから、越後の商人・新助が悲劇に巻きこまれる。明治から大正にかけて初代中村吉右衛門が新助を、昭和では六代目中村歌右衛門がおりよを、それぞれ当たり役とした。

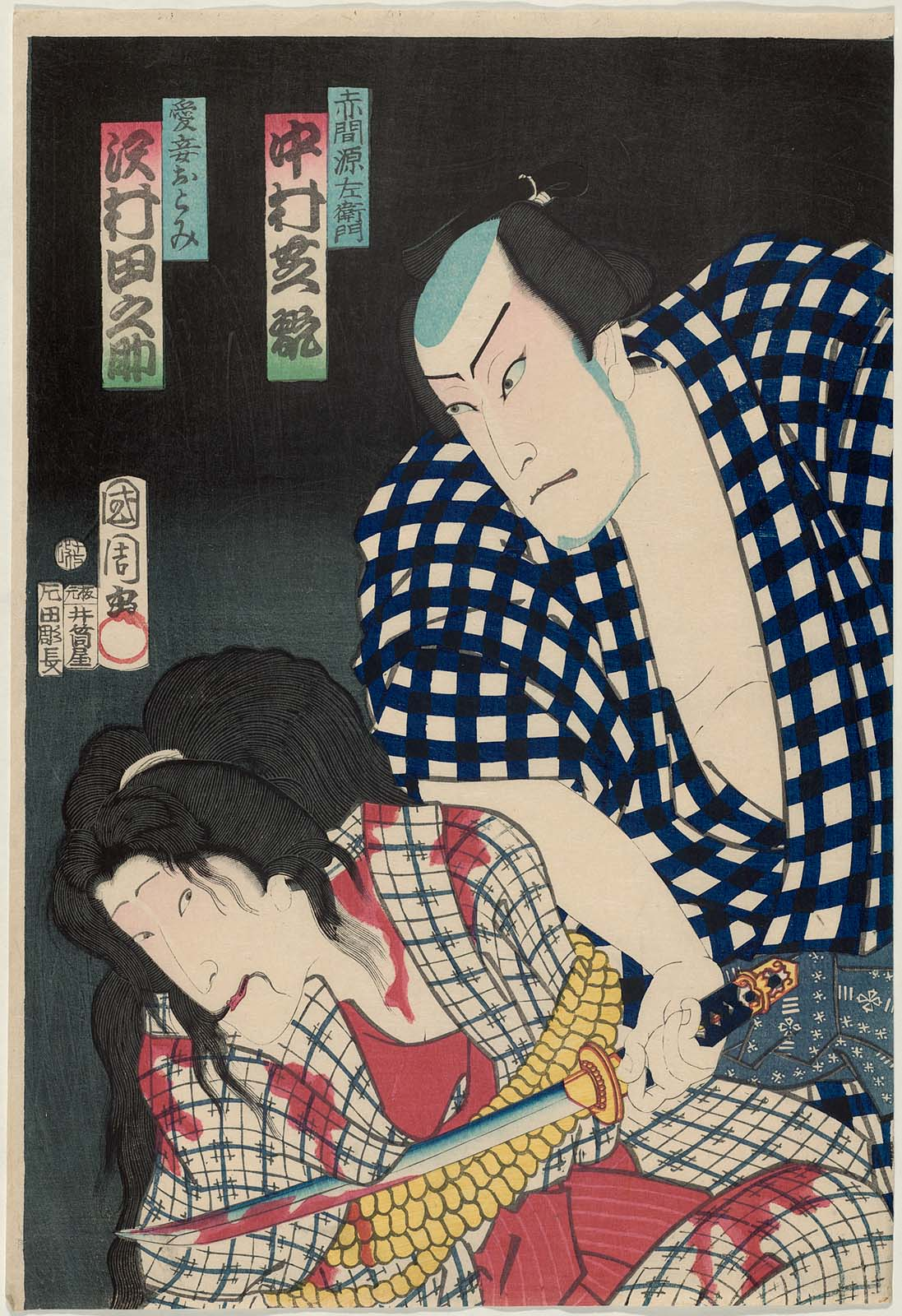
『処女翫浮名横櫛』より
三代目澤村田之助のお富と四代目中村芝翫の赤間源左衛門 （豊原国周画）

- 『処女翫浮名横櫛』（むすめごのみうきなのよこぐし）通称「切られお富」

切られるのは与三郎ではなくお富の方で、再会した愛人・与三郎のため源左衛門に強請りを働く。後にお富と与三郎は小さいころに生き別れた兄妹であることが分かり、それと知らず関係を持った罪悪に二人は自害して果てる。新七が名女形・三代目澤村田之助のために宛書きした作品。幕末の退廃と刹那に満ちた世相が漂い、書替え狂言にもかかわらず内容・構成ともに秀逸な、原作をしのぐ作品。初演後、お富は四代目澤村源之助や前進座の五代目河原崎國太郎が当たり役とした。
- 『月宴升毬栗』（つきのえんますのいがくり）通称「散切りお富」

新七が美貌の女形・八代目岩井半四郎を散切り頭にするのために宛書きした「散切物」の作品。外題を、さすがに「横櫛」が差せないので散切り頭を「イガクリ」頭と表したのはご愛嬌である。
- 『深与三月兎横櫛』（ふけるよさつきのよこぐし）

大正年間に岡鬼太郎が書いた書替え狂言。
- 『与三郎』

小山内薫作。本作の「伊豆屋」の場に近代的な解釈をほどこした戯曲。
- 『蝙蝠の安さん』

チャップリン『街の灯』の翻案で蝙蝠安の後日談（街の灯#翻案作品）。1931年歌舞伎座初演。著作権者の了承を得て2019年再演。
- 『お富さん』

山崎正作詞・渡久地政信作曲の歌謡曲。春日八郎の歌で昭和29年（1954年）8月に発売され、125万枚を売り上げるヒット曲となった。歌詞の一節「死んだ筈だよお富さん」は流行語にまでなった。
- 『切られ与三郎』

長谷川町子による漫画。『町子かぶき迷作集』所収（『サザエさん』最終巻（姉妹社版68巻・朝日文庫版45巻）にも再録）。
与三郎が蝙蝠安とともに源氏店に向かうが、お富は留守。出直そうとするとにわか雨に降られ、呼び止めた女中の好意で雨宿りをするが、そこはなんと源氏店（しかも、帰宅したお富と鉢合わせし、思わず逃げ出す）。改めて源氏店を訪れた与三郎は「イヤサお富」の名科白を言おうとするが、「さっき会ったばっかり」とお富がツッコミを入れたり、行商人の飛び込み営業に邪魔されたり、最後まで言い終わらない内に多左衛門が来たり（与三郎は、行商人と誤解して追い出そうとする）と、散々な目に遭う。
- 『お富と切られ与三郎』

酒井辰雄監督、鈴木兵吾脚本による松竹映画。カラー、97分。昭和32年（1957年）11月12日公開。与三郎：高田浩吉、お富：瑳峨三智子。
- 『切られ与三郎』

伊藤大輔脚本・監督による大映映画。カラー、95分。昭和35年（1960年）7月10日公開。与三郎：市川雷蔵、お富：淡路恵子。

## 注・出典